# 過剰相対危険度
過剰相対危険度（かじょうそうたいきけんど）とは疫学における指標の1つで、「超過相対危険」あるいは「余剰相対リスク」または「相対リスク増加」とも呼ばれ、「暴露群と非暴露群における疾病の頻度の比」である「相対危険度」から1を引いたもの。百分率で表示する場合は、「相対危険度（％）－100％」となる。暴露による相対危険度の増加分の割合を表す。
|          | 疾病あり | 疾病なし | 計  |
| -------- | -------- | -------- | --- |
| 暴露あり | A        | B        | A+B |
| 暴露なし | C        | D        | C+D |
| 計       | A+C      | B+D      | T   |

{\displaystyle R={\cfrac {\cfrac {A}{A+B}}{\cfrac {C}{C+D}}}-1}
R:過剰相対危険度
{\displaystyle R={\cfrac {{\cfrac {A}{A+B}}-{\cfrac {C}{C+D}}}{\cfrac {C}{C+D}}}}
リスク比としては「相対危険度」が用いられ、要因の暴露によりリスクが上昇する場合は「過剰相対危険度（余剰相対リスク，相対リスク増加）＝相対危険度－1」を求めるが、要因の暴露（介入）によりリスクが低下する場合は「相対リスク減少＝1－相対危険度」を求める。
同様に、リスク差としては、要因の暴露によりリスクが上昇する場合は「寄与危険度（絶対リスク増加）＝暴露群の発生率－非暴露群の発生率」を求めるが、要因の暴露（介入）によりリスクが低下する場合は「絶対リスク減少＝非暴露群の発生率－暴露群の発生率」を求める。